# Castelo de Cullykhan
O Castelo de Cullykhan foi um castelo localizado em Aberdeenshire, na Escócia.
Localizado com vista para a Baía de Cullykhan, apenas resta o monte de terra do castelo. O castelo foi construído sobre uma fortaleza numa colina, que foi construída para defender a área dos ataques vikings. O castelo foi propriedade da família Troup no século XIV.